# Abdallah Yahya Al-Mouallimi

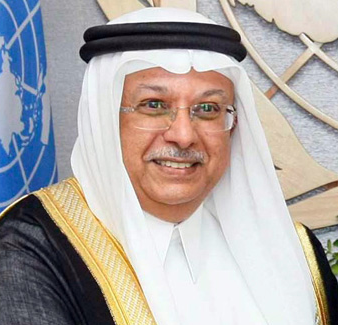
Abdallah Yahya Al-Mouallimi

Abdallah Yahya Al-Mouallimi (arabisch عبد الله المعلمي, DMG ʿAbd Allāh al-Muʿallimī; * 5. Mai 1952 in Al Qunfudhah) ist ein saudischer Diplomat.

## Vertreter der saudi-arabischen Regierung nächst dem UNO-Hauptquartier
Seit dem 23. Juni 2011 ist er Ständiger Vertreter der saudi-arabischen Regierung nächst dem UNO-Hauptquartier und saudischer Generalkonsul in New York City.
Im Zusammenhang mit der Militärintervention im Jemen seit 2015 sind die Regierungen, welche sich zu einer Allianz hinter Saudi-Arabien zusammen gefunden hatten wegen Nichteinhalten der UN-Kinderrechtskonvention geächtet worden.
Ban Ki-moon nahm von dieser Ächtung Abstand, nach dem angeblich massive Drohungen bis hin zum Einholen einer Fatwa zum Verhalten der Vereinten Nationen ausgesprochen worden waren.
Mouallimi bestritt jegliche Gefahr einer Fatwa:

„That’s ridiculous, that’s outrageous“

„Das ist lächerlich, das ist empörend“

und fügte hinzu, das saudi-arabische Klerikertreffen sollte zustimmen und eine Erklärung abgeben, die die schwarze Liste der Koalition verurteilte.
Mouallimi bezeichnete den Periodical Review der Vereinten Nationen über Völkerrechtssubjekte und bewaffnete Gruppen, die Kinderrechte im Krieg verletzen, als „übertrieben“ und forderte eine Korrektur.

## Studium
Er ist seit 1973 Bachelor Chemieingenieurwesen der Oregon State University und seit 1983 Master des Managements der Stanford University.
Öffentliche Verwaltung studierte er an mehreren internationalen Universitäten, darunter der Harvard University und der Universität Grenoble sowie Universitäten und anderen Institutionen im Königreich Saudi-Arabien

## Werdegang
Er wuchs bei seinem späteren Schwiegervater Yahya bin Abdullah al-Maalami auf, dem stellvertretenden Direktor für öffentliche Sicherheit in Saudi-Arabien und Mitglied der Akademie der Arabischen Sprache (Kairo).
Von 1997 bis 2001 saß er in der Saudischen Shura.
Von 2001 bis 2005 war er von Fahd ibn Abd al-Aziz zum Bürgermeister von Dschidda ernannt.
Vom 26. März 2008 bis am 20. Dezember 2011 war er Botschafter in Brüssel und war gleichzeitig in Luxemburg und bei der Europäischen Kommission akkreditiert.

## Ämter
Von 1992 bis 1995 war er Mitglied des Verwaltungsrats der General Establishment of Military Industries
Von 1996 bis 1999 war er Mitglied des Verwaltungsrates der Allgemeinen Organisation für technische Bildung und berufliche Bildung
Von 1993 bis 1997 war er Mitglied des Rates der Region Riad.
Von 1997 bis 2000 war er Mitglied des Beratenden Ausschusses des Handelsministers bei den WTO-Verhandlungen
Von 1997 bis 2001 war er Mitglied des Saudi Shoura Council.
Von 1999 bis 2007 war er Mitglied des Beirats des Obersten Rates des Golf-Kooperationsrates,
Von 2001 bis 2005 war er Sekretär des Gouvernements Dschidda.
Von 2005 bis 2008 war er Mitglied des Gemeinderats von Dschidda.,

## Privatwirtschaftliche Aktivitäten
Von 1973 bis 1975 war er Chemieingenieur in der Raffinerie in Riad, allgemeine Gründung von Mineralöl und Mineralien.
Von 1975 bis 1977 war er Stellvertretender Generaldirektor für Produktion in der Raffinerie von Riad, General Establishment of Petroleum and Minerals.
Von 1977 bis 1987 war er Geschäftsführer der Aluminium Products Co. Ltd.
Von 1987 bis 1988 war er Vizepräsident der Saudi-Olayan-Holdinggesellschaft.
Von 1988 bis 1991 war er Geschäftsführer der Saudi Olayan Holding Company.
Von 1991 bis 1998 war er Stellvertretender Vorsitzender des Verwaltungsrats der Olayan Finance Company und Vorstandsmitglied von Saudi Telecom.
Von 1995 bis 1997 war er Vorsitzender des Verwaltungsrats der Egyptian Financial Company in Kairo.
2006 war er Vorsitzender der HBG Holdings, Dubai,
Von 2005 bis 2007 und 1999 bis 2001 war er Vorsitzender von Dar Al-Maalami Consulting,
Von 2005 bis 2008 und 1998 bis 2001 war er Berater des Verwaltungsrates der Olayan Financial Company
Von 2006 bis 2008 war er Vorsitzender des Verwaltungsrats der Sanad Cooperative Insurance Company.
Er war Geschäftsführer der Coca-Cola-Abfüllunternehmen in Saudi-Arabien.
Er ist Vorstandsmitglied der Saudi National Commercial Bank, der Egypt Finance Company und der Assir Establishment for Press.
Er ist der Präsident von Dar Al-Mouallimi Consulting.
Er ist Berater bei der Olayan Group.
Seit November 2006 ist er Vorsitzender der HBG Holdings Limited, ein Unternehmen, das er mitgegründet hatte.
Seit dem 21. Dezember 2011 ist er Vorsitzender der Rasmala PLC (vormals European Islamic Investment Bank).
Er war Direktor der Majid Bin Abdulaziz Gesellschaft für Entwicklungs- und Sozialdienste der Sanad Insurance Company, der Coca-Cola Bottling Company in Saudi-Arabien.

## Mitgliedschaften
- Jeddah Chamber of Commerce & Industry und Consulting Commission – Oberster Rat für GCC.
- Er war Vorsitzender der Handelskammern von Jeddah und Riad.
- Er war Mitglied der Beratenden Kommission im Obersten Rat des Golfkooperationsrates
- Er war bis 2008 als Direktor der Allujain Corporation.

## Veröffentlichungen
- Unter der Kuppel des Rates, 2007
- Abekek O Abt 2009 m
- Er veröffentlicht wöchentlich eine Kolumne mit dem Titel „Ideen für den Dialog“.[2]